# 萊迪布蘭德
萊迪布蘭德（英語：Ladybrand）是南非的城鎮，位於該國東部，由自由邦省負責管轄。始建於1867年索托戰爭之後，面積43.05平方公里，海拔高度1,578米，2001年人口4,214，人口密度每平方公里98人。
萊迪布蘭德是一個細小的農業城鎮。雖說是一個南非的城鎮，但距離鄰國萊索托的首都马塞卢只有18公里遠，所以當地台僑居民都把當地當作萊索托的一部份。

## 外部連結
- 维基导游上有關萊迪布蘭德的旅行指南